# 카이저슈마렌
카이저슈마렌(오스트리아 독일어: Kaiserschmarren)은 오스트리아의 팬케이크 디저트이다. 카이저슈마른(독일어: Kaiserschmarrn), 차사르모르저(헝가리어: császármorzsa) 등으로도 부른다.